# Assenoone Nang
Assenoone Nang es una deportista gabonesa que compite en taekwondo. Ganó una medalla de bronce en el Campeonato Africano de Taekwondo de 2016 en la categoría de +73 kg.

## Palmarés internacional
| Campeonato Africano | Campeonato Africano  | Campeonato Africano | Campeonato Africano |
| Año                 | Lugar                | Medalla             | Categoría           |
| ------------------- | -------------------- | ------------------- | ------------------- |
| 2016                | Puerto Saíd (Egipto) | Medalla de bronce   | +73 kg              |